# Leopoldsdorf im Marchfeld
Leopoldsdorf im Marchfeld je městys v Rakousku ve spolkové zemi Dolní Rakousy v okrese Gänserndorf.

## Geografie

### Geografická poloha
Leopoldsdorf im Marchfeld se nachází ve spolkové zemi Dolní Rakousy v regionu Weinviertel. Rozloha území městyse činí 28,95 km², z nichž 6,3 % je zalesněných.

### Části obce
Území městyse Leopoldsdorf im Marchfeld se skládá ze dvou částí (v závorce uveden počet obyvatel k 1. 1. 2017):
- Breitstetten (442)
- Leopoldsdorf im Marchfelde (2 379)

### Sousední obce
- na severu: Obersiebenbrunn
- na východu: Untersiebenbrunn, Haringsee
- na jihu: Orth an der Donau, Andlersdorf
- na západu: Groß-Enzersdorf, Glinzendorf

## Politika

### Obecní zastupitelstvo
Obecní zastupitelstvo se skládá z 21 členů. Od komunálních voleb v roce 2015 zastávají následující strany tyto mandáty:
- 13 SPÖ
- 6 ÖVP
- 1 FPÖ
- 1 GRÜNE

### Starosta
Nynějším starostou městyse Leopoldsdorf im Marchfeld je Thomas Nentwich ze strany SPÖ.